# Manzana del Cubo
Manzana del Cubo är en ort i Mexiko.   Den ligger i kommunen Cardonal och delstaten Hidalgo, i den sydöstra delen av landet, 130 km norr om huvudstaden Mexico City. Manzana del Cubo ligger 2 039 meter över havet och antalet invånare är 133.
Terrängen runt Manzana del Cubo är huvudsakligen kuperad, men den allra närmaste omgivningen är platt. Runt Manzana del Cubo är det ganska tätbefolkat, med 60 invånare per kvadratkilometer. Närmaste större samhälle är El Nith, 19,2 km sydväst om Manzana del Cubo. Trakten runt Manzana del Cubo består i huvudsak av gräsmarker.